# Hongaars curlingteam (gemengddubbel)
Het Hongaarse curlingteam vertegenwoordigt Hongarije in internationale curlingwedstrijden.

## Geschiedenis
Hongarije debuteerde op het wereldkampioenschap curling voor gemengddubbele landenteams van 2008 in Vierumäki. Het mocht een tiebreak spelen tegen Canada voor een plaats bij de beste zes landen, dat ging verloren met 7 - 4. Vanaf 2013 tot 2019 plaatste het land op elk wk zich voor de play-offs. Hongarije behaalde tweemaal het goud in 2013 en 2015. Eerder, in 2009, werd Hongarije tweede, achter Zwitserland.
Hongarije nam nog niet deel aan het gemengddubbel op de Olympische Winterspelen.

## Hongarije op het wereldkampioenschap
| Jaar | Plaats        | Team                           | WG            | W             | V             | PV            | PT            |
| ---- | ------------- | ------------------------------ | ------------- | ------------- | ------------- | ------------- | ------------- |
| 2008 | 7             | György Nagy & Ildikó Szekeres  | 8             | 5             | 3             | 55            | 46            |
| 2009 | 2             | György Nagy & Ildikó Szekeres  | 13            | 10            | 3             | 100           | 62            |
| 2010 | 9             | Peter Sárdi & Ágnes Patonai    | 6             | 3             | 3             | 43            | 39            |
| 2011 | 10            | György Nagy & Ildikó Szekeres  | 7             | 4             | 3             | 53            | 52            |
| 2012 | 11            | György Nagy & Ildikó Szekeres  | 8             | 4             | 4             | 46            | 41            |
| 2013 | 1             | Zsolt Kiss & Dorottya Palancsa | 11            | 10            | 1             | 107           | 37            |
| 2014 | 4             | Zsolt Kiss & Dorottya Palancsa | 12            | 9             | 3             | 91            | 56            |
| 2015 | 1             | Zsolt Kiss & Dorottya Palancsa | 12            | 10            | 2             | 107           | 55            |
| 2016 | 13            | Zsolt Kiss & Dorottya Palancsa | 8             | 6             | 2             | 71            | 32            |
| 2017 | 13            | Zsolt Kiss & Dorottya Palancsa | 9             | 5             | 4             | 69            | 51            |
| 2018 | 6             | György Nagy & Ildikó Szekeres  | 11            | 7             | 4             | 83            | 54            |
| 2019 | 9             | Zsolt Kiss & Dorottya Palancsa | 8             | 7             | 1             | 65            | 32            |
| 2021 | 15            | Zsolt Kiss & Dorottya Palancsa | 10            | 4             | 6             | 54            | 61            |
| 2022 | 10            | György Nagy & Ildikó Szekeres  | 9             | 4             | 5             | 49            | 68            |
| 2023 | 19            | Lörinc Tatar & Linda Joó       | 9             | 1             | 8             | 46            | 69            |
| 2024 | Geen deelname | Geen deelname                  | Geen deelname | Geen deelname | Geen deelname | Geen deelname | Geen deelname |
| 2025 | Geen deelname | Geen deelname                  | Geen deelname | Geen deelname | Geen deelname | Geen deelname | Geen deelname |

Australië · België · Brazilië · Bulgarije · Canada · China · Chinees Taipei · Denemarken · Duitsland · Engeland · Estland · Filipijnen · Finland · Frankrijk · Griekenland · Groot-Brittannië · Guyana · Hongarije · Hongkong · Ierland · India · Israël · Italië · Jamaica · Japan · Kazachstan · Kirgizië · Koeweit · Kosovo · Kroatië · Letland · Litouwen · Luxemburg · Mexico · Mongolië · Nederland · Nieuw-Zeeland · Nigeria · Noorwegen · Oekraïne · Oostenrijk · Polen · Portugal · Puerto Rico · Qatar · Roemenië · Rusland · Saoedi-Arabië · Schotland · Servië · Slovenië · Slowakije · Spanje · Thailand · Tsjechië · Turkije · Verenigde Staten · Wales · Wit-Rusland · Zuid-Korea · Zweden · Zwitserland